# Horst Elfe

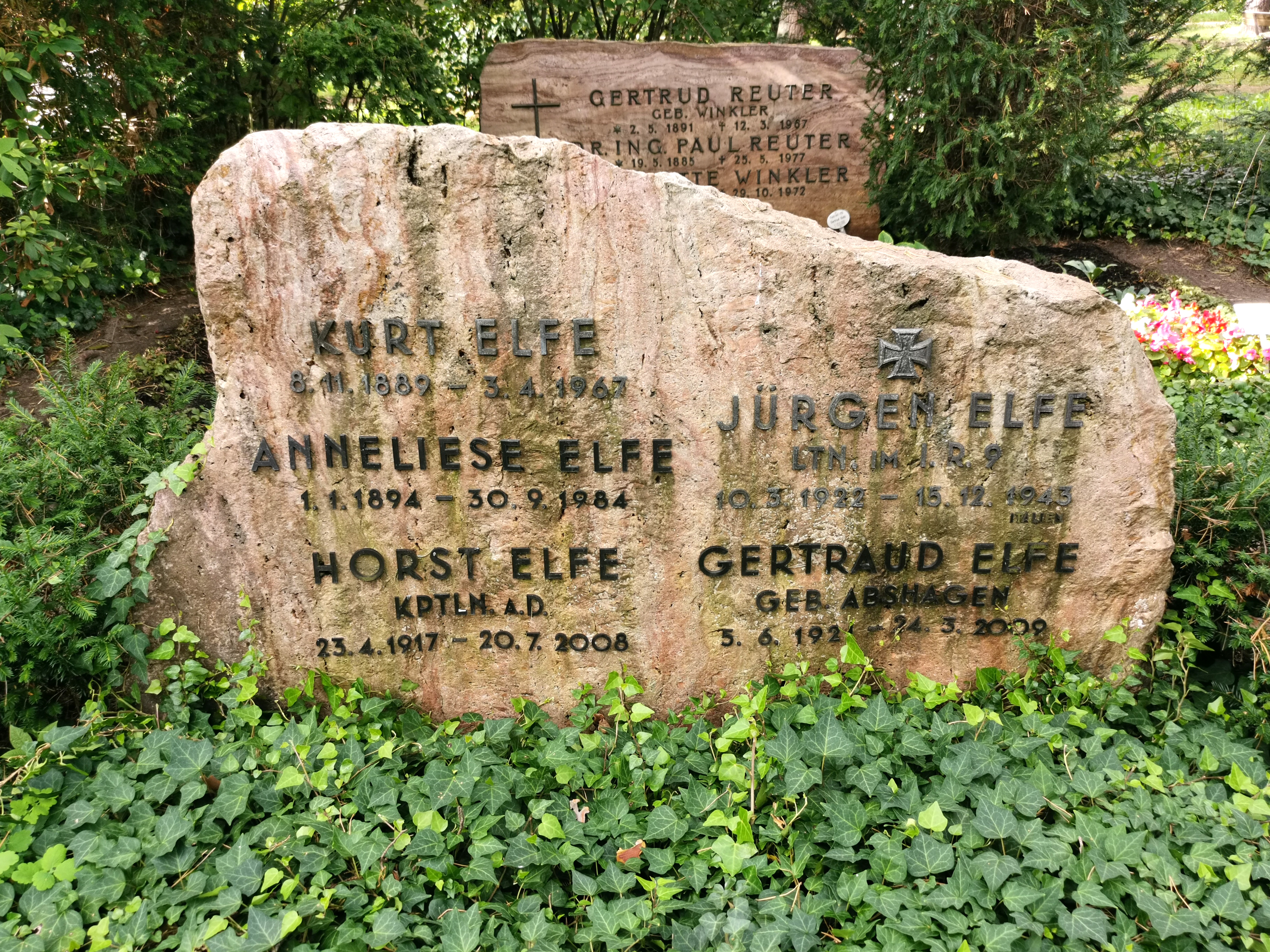
Grabstelle auf dem Waldfriedhof Zehlendorf in Berlin

Horst Elfe OBE (* 23. April 1917 in Allenstein, Ostpreußen; † 20. Juli 2008 in Berlin) war ein deutscher Betriebswirt. Elfe setzte sich besonders für Wirtschaftsunternehmen und -verbände in Berlin und Düsseldorf ein. Er war unter anderem Präsident der Industrie- und Handelskammer Berlin.

## Leben und Wirken
Horst Elfe wurde 1917 im ostpreußischen Allenstein geboren. Er trat nach seinem Abitur in Berlin-Zehlendorf 1936 als Offizieranwärter in die deutsche Kriegsmarine ein. Im Zweiten Weltkrieg stieg er zum U-Boot-Kommandanten auf. Er befehligte zuerst U 139, dann U 93. Nach Versenkung der U 93 im Nordatlantik nördlich von Madeira wurde er gerettet und geriet in britische Kriegsgefangenschaft.
Aus dem Lager in Kanada entlassen, begann er 1947 eine Ausbildung zum Fabrikkaufmann (Betriebswirt) bei der AEG in Düsseldorf und Kassel. Noch vor dem Ausbildungsende 1949 legte er das Dolmetscherexamen in Englisch und das Sprachmittlerexamen in Französisch ab. Außerdem war er noch des Dänischen mächtig.
Elfe wurde von der AEG übernommen und in der Berliner Hauptverwaltung eingesetzt. Von dort wechselte er 1953 innerhalb Berlins als Prokurist zur Dellschau-Stahlbau GmbH. Die Prokura wurde 1957 in eine Geschäftsführerschaft umgewandelt. 1964 wurde er in den Vorstand der Deutschen Eisenhandel AG berufen. 1966 trat er in die Dienste der Industrie- und Handelskammer Berlin, saß ab 1970 im Präsidium und war 1974 deren Vizepräsident. Im Juni 1976 löste er Walter W. Cobler als Präsident ab.
Während seiner Präsidentschaft setzte er sich jenseits persönlich-politischer Präferenzen dafür ein, dass die Wirtschaft im Westteil Berlins trotz aller teilungsbedingten Schwierigkeiten möglichst aus eigener Kraft lebensfähig blieb und die Bürger von dieser Stabilität profitierten.
Elfe hatte eine Vielzahl an Ehrenämtern inne: Er war Mitglied des engeren Vorstandes des Bundesverbandes Deutscher Stahlhandel Düsseldorf-Berlin (BDS). Er war zudem Mitglied des Präsidiums des Bundesverbandes der Deutschen Industrie (BDI), des Präsidiums des Deutschen Industrie- und Handelstages (DIHT), des Außenwirtschaftsbeirates sowie des Präsidiums der Deutsch-Niederländischen Handelskammer. Er war Mitglied des Beirates der Landeszentralbank Berlin und des Beirates der Allianz Versicherungs-AG, München, ebenso wie des Landesbeirates der Allianz Versicherungs-AG, Berlin. Aufsichtsratsaufgaben übernahm er für die Deutsche Bank Berlin AG (hier bis März 1985), die Berliner Industriebank AG, die Deutsche Industrieanlagen Gesellschaft mbH (DIAG), die Eternit AG, Berlin, die Schindler-Aufzügefabrik GmbH Berlin, die Winschermann GmbH, Düsseldorf und die Wirtschaftsförderung Berlin GmbH. Darüber hinaus war er Vorsitzender des Verwaltungsrates der Berliner Absatz-Organisation (BAO).
Die IHK Berlin würdigte Elfes Verdienste mit der Ehrenpräsidentschaft. Aber auch außerhalb des beruflichen Umfeldes war Elfe engagiert. So war er ab 1961 Mitglied des Rotary-Clubs Berlin-Süd und ab 1967 dessen Präsident.
Horst Elfe, der verheiratet war und einen 1955 geborenen Sohn hatte, starb am 20. Juli 2008 in Berlin.

## Auszeichnungen
- 1940: U-Boot-Kriegsabzeichen 1939
- 1940: Eisernes Kreuz I. Klasse
- 1982: Großes Bundesverdienstkreuz mit Stern
- 1984: Ernst-Reuter-Plakette
- 19??: Ritterkreuz der Ehrenlegion
- 19??: Offizier des Order of the British Empire
- ????: Ehrensenatorwürde der Technischen Universität Berlin

## Veröffentlichungen
- Berlin, eine Stadt sucht ihre Zukunft. Politische und wirtschaftliche Perspektiven. Vortrag gehalten am 17. Januar 1977 vor den Mitgliedern des Industrie-Clubs, Düsseldorf. Industrie-Club, Düsseldorf 1977.